# Anizokorija
Anizokorija  je stanje karakterizirano nejednakom veličinom zjenica.

## Uzroci
Kada ne postoji nikakav poremećaj šarenice ili same očne jabučice, anizokorija je uglavnom rezultat poremećaja eferentnih živčanih putova 3. moždanog živca (parasimpatička vlakna) ili simpatikusa, koji kontroliraju zjenicu. Fizičke ozljede i droge uzrokovat će anizokoriju upravo oštećenjem ovih putova.
Neki su od lijekova koji mogu djelovati na zjenicu pilokarpin, kokain, tropikamid, MDMA i skopolamin.
Proširenje zjenice zove se midrijaza, a suženje je zjenice mioza.

## Objašnjenje
Klinički je važno utvrditi koja se zjenica ponaša nepravilno. 
- Ako je patološka sužena zjenica, zamračenje prostorije neće uzrokovati njezino proširenje. U tom slučaju treba posumnjati na poremećaj simpatičkih vlakana, kao što se vidi u Hornerovu sindromu.
- Suprotno tome, ako je patološka proširena zjenica, na jaču svjetlost u prostoriji ona se neće suziti. Takav znak može upućivati na poremećaj parasimpatičkoga živca, tj. na moguću paralizu trećeg moždanog živca.

Relativni aferentni zjenični defekt (RAPD), poznat kao Marcus Gunn zjenica, ne uzrokuje nejednakost zjenica.
Ako pri pregledu nije sigurno je li problem u zjenici koja je sužena ili pak onoj koja je proširena, kao pomoć može poslužiti spušten kapak (ptoza) na jednoj strani. Naime, može se pretpostaviti da je patološka ona zjenica na čijoj se strani pojavila ptoza, jer i Hornerov sindrom i ozljeda 3. moždanog živca uzrokuju ptozu.
Nejednakost zjenica sa simptomima zbunjenosti, sniženog mentalnog statusa, jake glavobolje itd. može biti znak krvarenja, tumora ili drugih patoloških procesa u mozgu koji pritišću na neke važne živce. Ovo je neurokirurška hitnost koja zahtijeva hitnu obradu i vjerojatno operaciju.

## Smjernice
- «Anizocoria»Stedman;s Medical Dictionary, 27th ed. (2000).ISBN 0-683-40007-X
- Victor, Maurice and Allan H. Ropper. Adams and Victors Principles of Neurology, 7th ed. (2001). ISBN 0-07-067497-3

## Vanjske poveznice
- https://web.archive.org/web/20070312195408/http://www.kellogg.umich.edu/theeyeshaveit/symptoms/anisocoria.html

|  | Molimo pročitajte upozorenje o korištenju medicinskih informacija. Ne provodite liječenje bez savjetovanja s liječnikom! |